# Base aérienne 272 Saint-Cyr-l'École
La base aérienne 272 Saint-Cyr-l'École « Colonel Charles Renard » est un ancien site opérationnel de l'armée de l'air française, situé sur le territoire de la commune de Saint-Cyr-l'École, près de la ville de Versailles.
Elle est en service de 1905 à 1988, avant de voir son activité transférée vers la base aérienne 110 Creil.

## Situation
| \| 20 km1:401 000 \| Beynes - Thiverval Chavenay - Villepreux Chelles Coulommiers Fontenay-Trésigny La Ferté-Alais Lognes-Émerainville Mantes - Chérence Meaux - Esbly Melun-Villaroche Moret - Épisy Nangis Les Loges Saint-Cyr-l'É. Les Mureaux Étampes Charles-de-Gaulle Le Bourget Orly Pontoise - Cormeilles-en-V. Paris-Saclay-Versailles Issy-les-M. Villacoublay |
| 20 km1:401 000 |

## Histoire
La base aérienne aura principalement servi comme entrepôt, expliquant sa numérotation commençant par un "2".

### Avant la Première Guerre mondiale
La vocation aéronautique de Saint-Cyr-l'École date du début du XXe siècle.
Le comte de La Vaulx fait construire en 1907 « aux portes de Saint-Cyr » un hangar pour abriter un dirigeable dit aéronat. La même année, Santos-Dumont poursuit les essais de son monoplan surnommé la Demoiselle, reliant Saint-Cyr à Buc à la vitesse de 90 km/h. La construction de l'aérostat à coque rigide de Joseph Spiess s'effectuera avec l'aide de l'État et de la société Zodiac dans ces mêmes hangars.
Trois ans plus tard, le dirigeable La Liberté fait une série d'ascensions ayant pour base un hangar démontable sur le terrain qu'occupera ultérieurement la base aérienne 272.
En 1911, l'institut aérotechnique (IAT) est créé par Henry Deutsch de la Meurthe pour effectuer « toutes recherches et essais concernant la technique des appareils en équilibre ou en mouvement dans l'air ». En novembre 1911, le terrain d'aviation militaire est créé pour l'Ecole d'aviation militaire de Versailles, en complément de celui de Satory.
Des recherches, entreprises à partir de 1909 par Gustave Eiffel, aboutissent en 1911 au dépôt d'un brevet qui concerne un dispositif (diffuseur placé en sortie de veine d'expériences) ayant pour but d'augmenter le rendement énergétique des installations destinées à créer des courants d'air artificiels (souffleries).

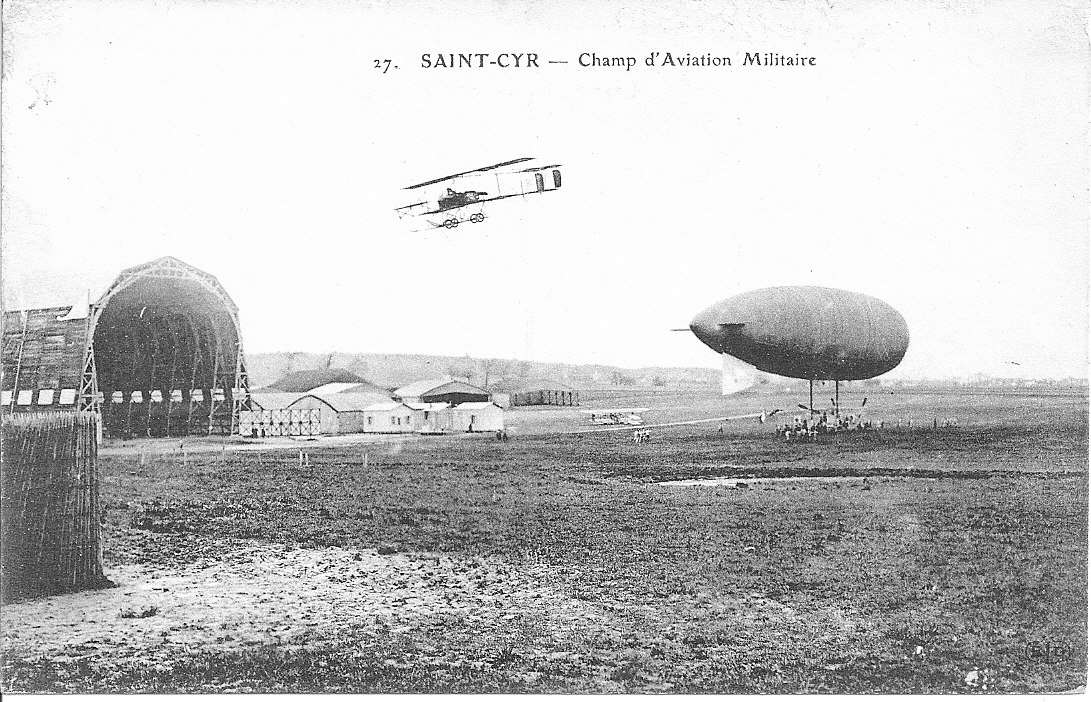
L'aérodrome militaire de Saint-Cyr.

En septembre 1912, le capitaine Albert Étévé est promu chef du centre aéronautique de Saint-Cyr-l'École : l'aviation et l'aérostation sont regroupées sous ses ordres. Le terrain en bordure de la « route aux cochons » (l'actuelle rue du Docteur-Vaillant) est retenu, ainsi que la caserne Charles-Renard, destinée à recevoir les pilotes.
En 1913, le premier groupe d'aérostation se trouve à Saint-Cyr-l'École. De nombreux essais de dirigeables sont effectués, des « saucisses » sont montées dans les ateliers de la base où beaucoup d'ouvrières de la commune sont employées à l'entoilage. La même année, le premier dirigeable à carcasse rigide, le Spiess, est construit par la société Zodiac.

### Durant la Première Guerre mondiale
La base dispose au cours de la Première Guerre mondiale d'une école de perfectionnement, d'un atelier de réparation aéronautique et d'une base de dirigeables.
En août 1914, au début de la Première Guerre mondiale, le camp de Mourmelon est replié à Saint-Cyr-l'École et pendant la guerre, le champ d'aviation devient un énorme atelier et un centre de réparation des appareils endommagés qui arrivent par trains entiers. Quatre mille personnes, civils et militaires y travaillent en 1917.

### Entre-deux-guerres
Au départ du 3e bataillon d'aérostiers en 1928, la base devient base entrepôt. Une zone technique se constitue à partir de 1932 et se développe jusqu'en 1936.

### Durant la Seconde Guerre mondiale
La base est évacuée en mai 1940. Elle est bombardée par les Allemands en juin 1940. À la suite de la capitulation de la France, l'Armée Allemande occupe la base et en fait une base dépôt.
La base est bombardée par les Alliés en 1943 et en 1944.
En 1944 devient l'aérodrome de Saint-Cyr-l'École, école de pilotage civil (vol à voile et à moteur).
En juillet 1944, les bombardements massifs des Alliés détruisent les installations militaires et la ville. 
À partir de 1946, la base est amputée de son aérodrome, lequel est cédé au ministère des Travaux publics et des Transports et devient géré par Aéroports de Paris.

### Commandants de la base
- 1912 à 1913 - Capitaine Albert Étévé, premier commandant de la base
- 1914 à 1918 -
- 1919 à 1920 - Capitaine Albert Étévé
- 1920 à 1936 -
- 1937 à 1938 - Colonel Henry Plousey
- 1939 à 1940 - Colonel Henry Plousey
- 1940 à 1944 - Occupation allemande

## Unités activées sur la base aérienne
1987/1988
Présence des Fusiliers Commandos de l'air.
Trois Commandos :
- Commando Ile de France
- Commando Normandie
- Commando Bretagne